# Palparellus nyassanus
Palparellus nyassanus är en insektsart som först beskrevs av Navás 1911.  Palparellus nyassanus ingår i släktet Palparellus och familjen myrlejonsländor. Inga underarter finns listade i Catalogue of Life.